# Ojārs Vācietis
Ojārs Vācietis (13. listopadu 1933, Trapene – 28. listopadu 1983, Riga) byl lotyšský básník a novinář.
Narodil se v Trapene (oblast Valka ve Vidzeme). V letech 1952 až 1957 studoval na Filologické fakultě Lotyšské univerzity. Poté pracoval jako redaktor v několika literárních časopisech (Literatūra un Māksla, Liesma, Bērnība, Draugs).

### Poezie
- Tālu ceļu vējš (1956, Vítr z dalekých cest)
- Ugunīs (1958, V plamenech)
- Krāces apiet nav laika (1960, Peřeje není čas obcházet)
- Viņu adrese - taiga (1966, Jejich adresa zní tajga)
- Elpa (1966, Dech)
- Dzegužlaiks (1968, Čas žežulek)
- Aiz simtās slāpes (1969, Ze sté žízně)
- Melnās ogas (1971, Černé plody)
- Visāda garuma stundas (1974, Hodiny různé délky)
- Gamma (1976, Škála)
- Antracīts (1978)
- Zibens pareizrakstība (1980, Pravopis blesku)
- Si minors (1982, H moll)
- Nolemtība (1985, Osudovost, posmrtný výběr knižně nepublikovaných básní, sestaavila Vija Kaņepe)
- Kāpēc?

### Poezie pro děti
- Dziesma par … (1965)
- Sasiesim astes (1967)
- Punktiņš, punktiņš, komatiņš (1971)
- Kabata (1976)
- Astoņi kustoņi (1984, Osm živočichů)
- Sveču grāmata (1988)
- Viens gāja pa ceļu

### Sbírky poezie
- Klavierkoncerts (Klavírní koncert, poezie pro mládež. 1978, sestavila Vija Kaņepe)
- Izlase (1981)
- Ojārs Vācietis (1983, sestavila Vija Kaņepe)
- Rītam ticēt (1986)
- Ex Libris. Dažādu gadu dzejoļi (1988, sestavila Vija Kaņepe)
- Es protu noņemt sāpes (1993, sestavila Ludmila Azarova)
- Putns ar zīda asti (1997, milostné básně)
- Uz putnu lielceļa (1998)
- Dvēseles nospiedums (2002)
- Lirika (2003)
- Novembris (2003)
- Tuvums (2003, milostná lyrika)
- Es tevī esmu iemīlējies, pasaule! (2004)
- Klavierkoncerts (2006)